# C++/CX
C++/CX (Component Extensions) — расширения языка C++, реализованные в компиляторах от Microsoft. Позволяют писать программы на языке C++ для новой платформы Windows Runtime (WinRT). Они привносят синтаксические и библиотечные абстракции, которые работают с программной моделью COM WinRT в естественном для программистов на C++ стиле.
Синтаксис схож с использовавшимся в C++/CLI, но программы на C++/CX работают на Windows Runtime и компилируются в машинный код, а не на Common Language Runtime и байт-код managed code.

## Синтаксис расширений
В C++/CX вводятся синтаксические расширения для программирования для Windows Runtime. Общий платформенно-независимый синтаксис совместим с стандартом C++11.

### Объекты
Объекты WinRT создаются (активируются) при помощи ref new и присваиваются к переменным, объявленным с нотацией ^, унаследованной от C++/CLI.
```
Foo
^
 
foo
 
=
 
ref
 
new
 
Foo
();

```

Переменная WinRT представляет собой пару указателей: указатель на таблицу виртуальных методов и указатель на внутренние данные объекта.

#### Подсчет ссылок
Объекты WinRT используют подсчет ссылок и ведут себя сходно с обычными объектами C++, используемыми с умными указателями (std::shared_ptr). Объект подлежит удалению, когда на него не будет вести ни одной ссылки.
Сборка мусора не осуществляется, однако ключевое слово gcnew было зарезервировано для возможного использования в будущем.

#### Классы

##### Классы Runtime
Специальный тип runtime классов, которые могут содержать в себе конструкции расширяющие компонент. Иногда их называют классы ref, так как они объявляются с помощью конструкции ref class:
```
public
 
ref
 
class
 
MyClass

{

};

```

##### Частичные классы
C++/CX вводит концепт частичных классов (partial classes). С их применением возможно определить один класс по частям в нескольких файлах с исходными текстами. Например, они могут использоваться для реализации генераторов кода для GUI XAML. Во время компиляции части класса объединяются в единый класс.
Языки .NET, такие как C# поддерживали такое много лет. Однако они не вошли в стандарт C++ 2011 года и не могут использоваться в «чистом» C++11.
Файл, сгенерированный и обновляемый дизайнером GUI, не должен изменяться программистом вручную. Обратите внимание на использование ключевого слово partial.
```
// foo.private.h

#pragma once

partial
 
ref
 
class
 
foo

{

private
:

   
int
 
id_
;

   
Platform
::
String
^
 
name_
;

};

```

Файл, в котором программист описывает логику пользовательского интерфейса. Заголовочный файл, сгенерированный ранее, подключается через include. В данном файл ключевое слово partial не нужно.
```
// foo.public.h

#pragma once

#include
 
"foo.private.h"

ref
 
class
 
foo

{

public
:

   
int
 
GetId
();

   
Platform
::
String
^
 
GetName
();

};

```

В этом файле показана реализация членов частичного класса.
```
// foo.cpp

#include
 
"pch.h"

#include
 
"foo.public.h"

int
 
foo::GetId
()
 
{
return
 
id_
;}

Platform
::
String
^
 
foo
::
GetName
 
{
return
 
name_
;}

```

#### Generics
Windows Runtime и, следовательно, C++/CX поддерживают runtime generics. Информация об обобщенных типах сохраняется в метаданных и инстанциируется во время исполнения (в отличие от классических шаблонов C++, которые обрабатываются в момент компиляции).
```
generic
<
typename
 
T
>
 

public
 
ref
 
class
 
bag
 

{

     
property
 
T
 
Item
;

};

```

## Метаданные
Все WinRT программы описывают объявленные в них классы и их члены через метаданные. Их формат совпадает с форматом метаданных Common Language Infrastructure (CLI), который был создан для .NET Framework. Благодаря этому возможно комбинирование кодов, написанных на C++/CX, языках CLI и на Javascript.

## Библиотека Runtime
C++/CX имеет набор библиотек, предназначенных для работы с Windows Runtime. Они реализуют интеграцию функциональности C++ STL и WinRT.